# Thomas Kowsky
Thomas Kowsky (* 31. März 1932 in Harburg-Wilhelmsburg) ist ein Hafenfacharbeiter und ehemaliges Mitglied der Hamburgischen Bürgerschaft für die GAL.

## Leben und Politik
Thomas Kowsky absolvierte nach seinem Hauptschulabschluss von 1946 bis 1950 eine Lehre zum Decksmann in der Seeschifffahrt. Anschließend war er arbeitslos, ehe er 1952 eine Beschäftigung als Hafenarbeiter im Hamburger Hafen fand.
1976 erwarb er den Hafenfacharbeiterbrief und stieg zum Vorarbeiter für die Firma Eurokai KGaA im Container-Terminal auf.
Ende 1963 trat er in die Gewerkschaft Öffentliche Dienste, Transport und Verkehr (ÖTV) ein. Zu seinen Funktionen dort gehörte stellvertretender Vorsitzender des Vertrauenskörpers von Eurokai und – von 1976 an – stellvertretender Betriebsrat.
1980 wurde er Mitglied der Grün-Alternativen-Liste. Vom 25. Februar 1985 bis 1988 war er Abgeordneter der Hamburgischen Bürgerschaft. Er trat sein Amt als Nachfolger von Bernd Vetter an, der sein Mandat niedergelegt hatte. Von 1993 bis 1997 gehörte er für die GAL der Bezirksversammlung Bergedorf an.